# Ardy Lightfoot
Ardy Lightfoot é um jogo de plataforma desenvolvido para Super Nintendo em 1993 no Japão e em 1994 nos Estados Unidos. Foi desenvolvido pela ASCII Corporation e publicado pela Titus Software nos Estados Unidos. Ardy Lightfoot é um ser antropomórfico semelhante a uma raposa ou gato. Ele é sempre acompanhado por seu melhor amigo Pec, uma especie de Kirby azul. O Pec pode ser usado como uma arma, ou pode ter diversos papéis auxiliares no trajeto no jogo, como ser um balão de ar quente. Caso Ardy seja atingido por um inimigo, Pec desaparece e pode ser recuperado em um baú. Se Ardy estiver sem seu amigo, ele ainda pode atacar usando sua cauda para saltar. Ele também pode se proteger temporariamente se escondendo atrás de um espelho.
Na história do jogo, o arco-íris sagrado se partiu em 7 pedaços de cristais, e Ardy precisa recupera-los. Qualquer um que recuperar os 7 cristais, poderá fazer um pedido. O malvado Rei Visconti já conseguiu um pedaço de cristal e esta procurando pelos outros. Para este fim, ele manda seus seguidores, incluindo Beecrofty, Catry e muitos outros. Ardy recebe ajuda de muitas pessoas ao logo do caminho, incluindo a de um velho, Nina, um misterioso aventureiro chamado Don Jacoby e muitos outros.

## Diferenças Regionais
Quando a Titus Software publicou o jogo no ocidente, várias mudanças foram feitas. Incluindo várias imagens, como a posição de "espera" de Ardy, que foi completamente removida; animais amarrados e chorando foram removidos do fundo da fase da floresta; e na fase 6 "Eaten!", a morte de Catry ao ter sido digerida foi tirada da história, ao invés de ter sido reduzida a uma pilha de ossos, ela apenas está inconsciente.

## Recepção
A empresa Electronic Gaming Monthly destacou os grandes fases do jogo, as inúmeras habilidades dos personagens, chefes impressionantes, mas avisou aos compradores que uma grande quantidade de paciência era necessária para jogar, pois o jogo tinha uma dificuldade muito alta. O jogo conseguiu uma pontuação de 7.2 de 10. Gamepro também deu uma critica positiva, citando a jogabilidade variada, os gráficos cartunescos e coloridos.